# Il segno della profezia
Il segno della profezia (Pawn of Prophecy) è un romanzo fantasy scritto da David Eddings nel 1982, facente parte della serie dei Belgariad.

## Trama
Il libro si apre con un prologo:
- prologo Il dio Aldur, nei tempi antichi, creò da pietra un gioiello magico dai grandi poteri, detto Globo di Aldur e lo usava per compiere prodigi. Ma il dio Torak, accecato dalla bramosia di potere gli rubò il Globo. Scoppiò una guerra che coinvolse tutti gli dei e gli uomini. Proprio durante questa guerra Torak decise di usare i poteri del Globo e spaccò in due le terre, dividendo il suo popolo, gli Angarak, da tutti gli altri: ma il dio in quel momento aveva rivolto il Globo contro la Terra, "madre" dello stesso gioiello, ed esso si rivoltò contro il suo possessore, bruciandogli orrendemente e deturpandogli la metà sinistra del corpo. Torak dopo questo avvenimento non toccò più il Globo e si ritirò nella città di Cthol Mishrak.

Molti secoli dopo Belgarath il mago, discepolo di Aldur, insieme a Cherek Spalle d'Orso re degli Alorn e i suoi tre figli Dras Collo di Toro, Algar Passo Lesto e Riva Stretta di Ferro recuperarono il Globo di Aldur: introdottisi nella torre di ferro dove viveva Torak però, non osarono toccare il gioiello, perché sapevano che solo una persona pura di cuore, senza alcun desiderio di potere avrebbe potuto toccarlo senza subire danno. Infine si fece avanti Riva, il figlio minore di Cherek, che riuscì a prendere in mano il Globo. D'ora in avanti i suoi discendenti avrebbero avuto il compito di custodirlo. Belgarath, concluso il suo compito, si affrettò a tornare a casa, e lì scoprì che sua moglie Poledra era morta nel dare alla luce due gemelle. Chiamò l'una Polgara, e decise di istruirla nella magia, e l'altra Beldaran, che all'età di 16 anni sposò il re Riva.
- parte prima Nella fattoria di Faldor, in Sendaria, la vita scorre tranquilla per Garion, un giovane ragazzo che, rimasto orfano, viene cresciuto dalla zia Pol, che lavora come cuoca nella fattoria; poco dopo il quattordicesimo compleanno di Garion, uno strano viandante arriva alla fattoria di Faldor: un cantastorie itinerante che sembra conoscere bene zia Pol e che il ragazzo chiama Messer Lupo. Poco dopo il suo arrivo, Pol, Lupo e lui se ne vanno dalla fattoria, accompagnati da Durnik, il fabbro. Durante il viaggio, i 4 incontrano 2 nuovi compagni: Barak il grande guerriero Cherek e il principe Kheldar (conosciuto anche come Silk), abile spia e truffatore Drasnian. Travestiti da mercanti, i membri della compagnia si mettono in cammino; durante il viaggio Garion inizia a sospettare quale sia lo scopo di questo improvviso viaggio: qualcosa di grande valore era stato rubato e tutti loro stavano seguendo il presunto ladro. Ma arrivati alla città di Camaar, Brending, capitano dell'esercito, li costringe a recarsi dal re di Sendaria, Fulrach, nella capitale; durante l'udienza con il re, Garion scopre finalmente l'identità di Lupo e Pol: in realtà sono i famosi maghi Belgarath e Polgara. Garion è sconvolto da questa notizia, ma continua comunque il viaggio insieme agli altri verso Val Alorn, dove si sarebbe tenuto il Consiglio degli Alorn.

- parte seconda

## Edizioni italiane
- David Eddings, Il ciclo di Belgariad - Primo volume, Roma, Fanucci Editore, 2003, ISBN 88-347-0899-7.
- David Eddings, Belgarath Il guardiano della Luce, Interface Press, ISBN 88-86684-00-2.
- David Eddings, Il Segno della Profezia, TEA, 1992, ISBN 88-7819-335-6.
- David Eddings, Il Segno della Profezia, Editrice Nord, 1986, ISBN 88-429-0509-7.